# 에발다스 페트라우스카스
에발다스 페트라우스카스(리투아니아어: Evaldas Petrauskas, 1992년 3월 19일 ~ )는 리투아니아의 복싱 선수이다.
그는 싱가포르에서 열린 2010년 하계 청소년 올림픽에서 처음으로 금메달을 따냈으며, 2011년 바쿠 세계선수권대회 라이트급 인도네시아의 자이 바관에게 패했다.